# FAIRY (岡田有希子のアルバム)
『FAIRY』（フェアリー）は、1985年3月21日にリリースされた、岡田有希子の2枚目のスタジオ・アルバム。

## 概要
プロデュースは渡辺有三が担当した。
また、全曲の編曲を松任谷正隆が手掛けた。
なお、本アルバムは1985年に海外盤として、香港のHonorway Records Co., Ltd.（規格品番：HCJ-2249）と、台湾のOvalley（規格品番：28P6407）から、それぞれコンパクトカセット盤が発売されている。

## 再発売
2015年9月16日にはポニーキャニオンから、UHQCD（Ultra High Quality CD、高音質CD）リマスター盤で再発売され、ボーナストラックとして「PRIVATE RED」（シングル『二人だけのセレモニー』B面曲）が追加された。
これは岡田のアルバム再発売企画として、生前にリリースしたスタジオ・アルバム『シンデレラ』『十月の人魚』『ヴィーナス誕生』、新編集のアルバム未収録集『プレゼント』とともに、5枚同時に再発売されたものである。過去にも岡田のベスト・アルバムやCD-BOXは発売されてきたが、オリジナル・アルバム単位では初の再発売となり、それぞれボーナストラックとして、シングルB面曲が追加収録された。シングルレコードサイズの紙ジャケット仕様で、LPレコードのジャケットデザインや帯、歌詞カードなども忠実に再現された。また同時に、ハイレゾ音源も配信開始されている。

## 規格品番
規格品番は以下のとおり。
1985年盤
- LP：C28A0400、CD：D32A0056、CT：28P6407

2015年版
- UHQCD：PCCA-50213

## 収録曲
全編曲：松任谷正隆
1. 風の魔法で…
  - 作詞：夏目純　作曲：尾崎亜美
2. Walking In The Moonlight
  - 作詞：三浦徳子　作曲：堀川まゆみ
3. 目をさまして、Darling
  - 作詞：康珍化　作曲：馬飼野康二
4. 二人だけのセレモニー
  - 作詞：夏目純　作曲：尾崎亜美

アルバムバージョンは、シングルバージョンとはミキシングが異なる。
5. 森のフェアリー
  - 作詞・作曲：かしぶち哲郎

実質上のタイトルチューン。
6. おしゃれな雨音
  - 作詞：吉沢久美子　作曲：松任谷正隆
7. ストライプのジェラシー
  - 作詞：三浦徳子　作曲：馬飼野康二
8. Lady Joker
  - 作詞：吉沢久美子　作曲：堀川まゆみ
9. あなたを忘れる魔法があれば
  - 作詞：康珍化　作曲：松任谷正隆
10. ポップ・アップ・リセエンヌ
  - 作詞・作曲：かしぶち哲郎

### ボーナス・トラック (2015)
1. PRIVATE RED
  - 作詞：売野雅勇　作曲：山川恵津子

シングル『二人だけのセレモニー』B面曲。